# 松平喜徳
松平 喜徳（まつだいら のぶのり）は、幕末から明治期にかけての大名、華族（子爵）。会津藩藩主。会津松平家10代当主、守山松平家9代当主。字は子礼。雅号は、天山、有隣堂。

## 生涯
常陸国水戸藩藩主・徳川斉昭の十九男として誕生。幼名は余九麿（）、初名は昭則（）。
慶応3年（1867年）3月、陸奥国会津藩9代藩主・松平容保の養子となる。容保は当初、斉昭の十八男・徳川昭武（清水家、のち水戸家を継ぐ）を養子に望んでいた。同年6月28日、従四位下侍従兼若狭守に叙任される。15代将軍で実兄の徳川慶喜から偏諱を与えられて喜徳と名乗った。
慶応4年（1868年）2月4日、容保の致仕により家督を継いだ。ただ、これはあくまで形式的なものだった。
同年9月22日、戊辰戦争で1ヶ月間の籠城戦後、新政府軍に降伏。降伏式は、「甲賀町通」で行われ、東側に新政府軍、西側に容保・喜徳父子が座り、執り行われたとされている。同日夕方、容保・喜徳父子は、謹慎幽閉先の妙国寺へ移された。
同年10月19日、容保・喜徳父子および重臣らは、会津を出発し、東京へ向かった。同年12月7日、容保は鳥取藩・池田慶徳、喜徳は久留米藩・有馬慶頼に、それぞれ重臣とともに預けられた。喜徳とともに久留米藩邸に幽閉されていた萱野権兵衛は乱の首謀者とされ、明治2年（1869年）5月18日、自刃した。
同年11月4日、会津松平家は容保の長男・松平容大による家名存続が許され、陸奥国斗南藩3万石に移封された。明治4年（1871年）3月14日、容保と共に斗南藩に預替となる。同5年（1872年）1月6日、容保と共に赦免される。
明治6年（1873年）8月11日、実弟（斉昭の二十二男）で、前松川藩知事・松平頼之が死去した。同月22日、喜徳は実家に戻り、頼之の後を継いだ。同年10月10日、従五位に叙せられる。
明治9年（1876年）10月12日、フランス留学のため、横浜港を出発し、明治11年（1878年）6月に帰国した。明治13年（1880年）5月、従四位となる。明治17年（1884年）7月8日、華族令の公布に伴い子爵に叙せられる。
明治23年（1890年）、東京市本所区の窮民救助として金10円を施与した。
明治24年（1891年）6月3日、37歳で死去した。墓所は谷中墓地。
実子はなく、養子の頼平（頼鏸）（常陸国宍戸藩藩主・松平頼位の三男）が跡を継いだ。
2018年、福島県立博物館の企画展「戊辰戦争150年」で、喜徳の書状と写真が展示された。

## 栄典
- 1884年（明治17年）7月8日 - 子爵[22]

## 系譜
父母
- 徳川斉昭（実父）
- 悦子 - 高橋高明の娘（実母）
- 松平容保（養父）[23]
- 松平頼之（養父）[1]

兄弟、姉妹
同母兄弟姉妹は以下の通り。
- 十九男：喜徳
- 十四女：寧姫
- 十五女：正姫（池田慶徳養女、池田徳澄室）

養子
- 松平頼平[1] - 松平頼位の三男[1]

## 登場作品

### テレビドラマ
- 『燃ゆる白虎隊』（1965年、TBS）演：青山克巳
- 『白虎隊〜敗れざる者たち』（2013年、テレビ東京）演：栗原吾郎
- 『八重の桜』（2013年、NHK大河ドラマ）演：嶋田龍